# Frankrikes Grand Prix 1969
Frankrikes Grand Prix 1969 var det femte av elva lopp ingående i formel 1-VM 1969.  

## Resultat
1. Jackie Stewart, Tyrrell (Matra-Ford), 9 poäng
2. Jean-Pierre Beltoise, Tyrrell (Matra-Ford), 6
3. Jacky Ickx, Brabham-Ford, 4
4. Bruce McLaren, McLaren-Ford, 3
5. Vic Elford, Antique Automobiles/Colin Crabbe Racing (McLaren-Ford), 2
6. Graham Hill, Lotus-Ford, 1
7. Silvio Moser, Bellasi (Brabham-Ford)
8. Denny Hulme, McLaren-Ford
9. Jo Siffert, R R C Walker (Lotus-Ford)

### Förare som bröt loppet
- Chris Amon, Ferrari (varv 30, motor)
- Jochen Rindt, Lotus-Ford (22, kroppsligt)
- Piers Courage, Williams (Brabham-Ford) (21, chassi)
- John Miles, Lotus-Ford (1, bränslepump)